# Артейковичская волость
Артейковичская волость — административно-территориальная единица в составе Полоцкого уезда Витебской губернии Российской империи. Существовала до 1924 года. Административный центр — околоток Сухий Бор.

## История
В 1918-1923 годах действовал Артейковичский волостной Совет рабочих, крестьянских и красноармейских депутатов и его исполнительный комитет (Артейковичский волисполком)

## Состав
В состав волости входило 10 крестьянских обществ.